# Уграђени систем
Уграђени систем (енгл. embedded system) је рачунарски систем посебне намјене, који је потпуно инкапсулиран уређајем кога надзире. Уграђени систем има посебне захтјеве и извршава унапријед одређене задатке, за разлику од личног рачунара опште намјене. Уграђени систем је програмљиви склоповски уређај. Програмљиви склоповски чип је 'основни материјал' и програмира се посебним примјенама. Ово је наведено ради разумијевања у поређењу са старијим системима са потпуно функционалним склоповљем или системима са склоповљем опште намијене и програмском подршком учитаном споља. Уграђени системи су комбинација склоповља и програмске подршке који олакшава масовну производњу и мноштво примјена.